# Yánnis Goúmas
Ioánnis Goúmas (en grec : Ιωάννης Γκούμας), ou Yánnis Goúmas (Γιάννης Γκούμας), né le 24 mai 1975 à Larissa, était un footballeur grec, international, évoluant au poste de défenseur. 

## Biographie

### En club
Fin juin 2009, il décide de prendre sa retraite de footballeur.

### En sélection
Il a remporté l'Euro 2004 avec l'équipe de Grèce.

## Carrière
- 1994-2009 : Panathinaïkos (Grèce).

## Palmarès
- Vainqueur du Championnat d'Europe de football 2004 avec la Grèce.
- Champion de Grèce en 1995, 1996 et 2004 avec le Panathinaïkos.
- Vainqueur de la Coupe de Grèce en 1995 et 2004 avec le Panathinaïkos.

## Sélections
- Équipe de Grèce espoirs : 21 sélections, 0 but
- 1999-2008 : Équipe de Grèce : 45 sélections, 0 but